# Médaille de la Défense nationale
Die Médaille de la Défense nationale (deutsch nationale Verteidigungsmedaille) ist eine französische Militärauszeichnung. Sie wurde am 21. April 1982 durch ein Dekret des Verteidigungsministers Charles Hernu gestiftet und wird für besondere Verdienste während der Teilnahme an Einsätzen verliehen. Die Auszeichnung wird in Gold, Silber und Bronze verliehen und kann an jeden französischen Soldaten, Reservisten und Zivilisten, in Ausnahmefällen auch an Ausländer, vergeben werden. Voraussetzung sind Tod oder Verletzung, herausragende Leistungen oder wichtige Beiträge zur Verteidigung Frankreichs. Soldaten benötigen eine Mindestdienstzeit für die einzelnen Stufen. Eine Quote für die Anzahl der Verleihungen wird vom Verteidigungsminister festgesetzt.

## Ordensdekoration
Die Medaille hat einen Durchmesser von 36 mm und besteht aus Bronze bzw. ist versilbert oder vergoldet in der jeweiligen Stufe. Die Vorderseite zeigt ein Relief von François Rudes La Marseillaise oben mit der Umschrift RÉPUBLIQUE FRANÇAISE. Die Rückseite zeigt eine phrygische Mütze über einem Lorbeerkranz oben mit „ARMÉE“ und „NATION“ unten mit „DÉFENSE NATIONALE“ umschrieben. Zwei fünfzackige Sterne trennen die Umschriften.
Die Medaille hängt von einem Ring an einem 36 mm breiten Band aus Moiree mit einem 12 mm blauen Streifen in der Mitte. Die Bänder für Gold und Silber haben zusätzlich einen schmalen, weißen oder gelben Streifen am Rand.

### Erwähnung im Bericht
Zusätzlich kann die Médaille de la Défense nationale mit verschiedenen Bandauflagen verliehen werden: mit einem bronzenen Palmenzweig für ehrenvolle Nennung im Armeebericht, mit einem goldenen Stern für Nennung im Bericht des Armeekorps, mit einem silbernen Stern für Nennung in einem Divisionsbericht und mit einem bronzenen Stern für Nennung in einem Brigade- oder Regimentsbericht.
| In Gold Vorderseite und Bandschnalle             | In Silber Vorderseite und Bandschnalle       | In Bronze Vorderseite und Bandschnalle | In Gold mit Erwähnung im Bericht Vorderseite und Bandschnalle | In Gold Rückseite und Bandschnalle   |
| ------------------------------------------------ | -------------------------------------------- | -------------------------------------- | ------------------------------------------------------------- | ------------------------------------ |
|                                                  |                                              |                                        |                                                               |                                      |
|                                                  |                                              |                                        |                                                               |                                      |
| Mit Spange:Armée de l’air und Postes Interarmées | Mit Spange:Marine nationale und Sous-marines | Mit Spange:Troupes aéroportées         | Mit Palmenzweig und Sternen für Erwähnung in Berichten        | Gemeinsame Rückseite für alle Stufen |

## Spangen
Geographisch:
- Corps européen
- Force océanique stratégique
- Missions d’opérations extérieures
- Missions d’opérations intérieures
- Mururoa-Hao
- Terres australes et antarctiques
- Forces françaises stationnées en
- Missions d’assistance extérieure
- Postes Interarmées
- Guyane

Tätigkeit:
- Infanterie
- Troupes de marine
- Arme blindée et cavalerie
- Artillerie
- Train
- Génie
- Transmissions
- Matérial
- Commissariat de l’armée de terre
- Troupes de montagne
- Troupes aéroportées
- Aviation légère
- Sapeurs-pompiers
- Sécurité civile
- Légion étrangère
- Bâtiments de combat
- Sous-marins
- Aéronautique navale
- Fusiliers marins
- Nageurs de combat
- Plongeurs démineurs
- Marins pompiers
- Force aérienne de combat
- Force aérienne stratégique
- Force aérienne de projection
- Commandement air des systèmes de surveillance, d’information et de communication
- Défense aérienne (Air defence)
- Fusiliers commandos de l’air
- Génie de l’air
- Commandement des écoles de l’armée de l’air
- Armement
- Service de santé
- Services des essences
- Gendarmerie nationale
- Armée de terre
- Marine nationale
- Armée de l’air
- Justice militaire
- Espace
- Industrie de défense

## Bekannte Träger der Auszeichnung

### Gold
- General Denis Mercier
- Oberstleutnant der Gendarmerie Arnaud Beltrame
- General der Bundeswehr Andreas Marlow
- General Abdourahamane Tiani

### Silber
- Pierre-François Forissier
- Admiral Bernard Rogel

### Bronze
- General Xavier Bout de Marnhac
- Schauspielerin und Sängerin Dalida